# Muscoidea
Los muscoideos (Muscoidea) son una superfamilia de moscas en la subsección Calyptratae. Posiblemente es un taxón artificial, no monofilético. Incluye 7.000 especies descritas.
Las larvas pueden ser depredadoras, saprófagas, coprófagas o en algunos casos minadores de hojas..

## Familias
- Anthomyiidae
- Fanniidae
- Muscidae — moscas domésticas
- Scathophagidae — moscas de estiércol